# دانشگاه پلی‌تکنیک کابل
دانشگاه پولی تکنیک کابل مرکز اصلی تحصیل انجنیری (مهندسی) کابل در افغانستان است. این دانشگاه در ۱۳ اکتبر ۱۹۶۳ (میزان ۱۳۴۲) به عنوان انستیتیوت پولی تکنیک کابل در کارته مأمورین با مساحت ۷۲ هکتاری در شمال غرب کابل تأسیس شد. در افتتاحیه آن رئیس‌جمهور کشور و دیگر ریس جمهوران کشورها شرکت داشتند. از زمان تأسیس آن تا به حال به عنوان مرکز مهم تعلیم و تربیه افغانستان شناخته می‌شود.
این دانشگاه دارای سه فاکولته و ۲۰ دانشکده که شامل ۱۲ رشته حرفه‌ای و ۸ رشته عمومی می‌شود، است.
ساختمان دانشگاه شامل صنف‌های درسی، آزمایشگاه، کتابخانه، خوابگاه، کافتریا با گنجایش هزار نفر، مسجد با گنجایش ۵۰۰ نفر، امکانات ورزشی، اتاق کنفرانس با گنجایش هزار نفر، کارگاه و مرکز تفریحی می‌باشد.
هزینه ساخت دانشگاه به عنوان هدیه از طرف اتحاد جماهیر شوروی به افغانستان داده شده بود که توسط مهندسان افغان و شوروی ساخته شد. بعد از تکمیل کار ساخت و ساز صنف‌های درسی و آزمایشگاه در ۱۹۶۷ (۱۳۴۶), دانشگاه شروع به فعالیت نمود و در ۱۹۷۲ (۱۳۵۱), برای اولین بار دانشجویان از این دانشگاه فارغ‌التحصیل شدند.
الی ۱۹۸۰ (۱۳۵۹) دانشجویان تا سویه لیسانس ادامه تحصیل دادند و تا ۱۹۹۲ (۱۳۷۱) دانشجویان قادر به تحصیل به سویه ماستری در رشته مهندسی بودند. در این دوره دانشجویان از سویه فیلسوف (phd) فارغ می‌شدند.
بعد از بازگشایی در ۲۰۰۲ نام آن از انستیوت، به دانشگاه پولی تکنیک کابل مبدل شد.
این دانشگاه دومین دانشگاه بزرگ افغانستان پس از دانشگاه کابل است. تخمین می‌شود که دانشجویان آن از بهترین مهندسان و انجنیران حرفه‌ای جوان افغانستان در رشته انجنیری شوند. این دانشگاه مرکز اصلی تربیت کادرهای حرفه‌ای انجنیری در افغانستان است که بهترین متخصصان کشور را در رشته‌های انجنیری سیول، ساختمان‌های صنعتی، ساختمان‌های هیدرو تکنیکی، جاده‌سازی، معماری، زمین‌شناسی و معدن کاری، زمین‌شناسی و تفحص نفت و گاز، تکنالوژی کیمیاوی، مهندسی جیودیزی، اتومبیل و تراکتور، مهندسی برق شهری و روستایی در سویه‌های لیسانس ماستری و دکترا فارغ‌التحصیل می‌نمایید.

## ارتباط با دیگر دانشگاه‌ها
دانشکده انجنیری سیول دانشگاه پولی تکنیک توسط کادر علمی دانشگاه لینکولن نبراسکا اداره می‌شود، که دانشجویان را از رشته‌های انجنیری سیول، مهندسی هیدرولیک و منابع آب، در سویه‌های لیسانس ماستری و دکترا فارغ‌التحصیل می‌دهد.
هزینه مالی این مشارکت توسط آژانس پیشرفت بین‌المللی ایالات متحده (USAID) تأمین می‌شود. این مشارکت جز برنامه پیشرفت نیروی کار ایلات متحده (USWPD) که توسط FHI360 اداره می‌شود، است.

### اهداف
- پیشرفت سند سیاست
- ارتقای نصاب تعلیمی
- ارتقای پرورش مواد تدریسی و آموزشی
- پرورش کادر علمی
- پرورش یادگیری ارزیابی
- استوارنامه بین‌المللی
- ارتقای ظرفیت تحقیق
- تقویت سیاست ثبت نام[۵]

### هدف از این پروژه
- برای پیشرفت نصاب تعلیمی جدید و ارتقای کیفیت مواد تدریس و یادگیری متناسب با علوم اشتغال‌زایی جامعه.
- برای پیشرفت مهارت‌های تدریسی کادر علمی در زمینه تدریس.[۵]

چشم داشت این پروژه داشتن یک هیئت علمی با توانایی تدریس ارتقا یافته می‌باشد.

## رشته‌ها
- انجنیری ساخت و ساز
- زمین‌شناسی و مهندسی معدن
- الکترومکانیک
- کمپیوتر ساینس
- انجنیری محیط زیست و منابع آبی
- انجنیری حمل و نقل
- تکنالوژی کیمیاوی
- انجنیری محصولات کشاورزی
- علوم اجتماعی[۶]

## پیشینه
سنگ بنای دانشگاه پلی‌تکنیک کابل در (۲۱) میزان سال ۱۳۴۲ خورشیدی مطابق (۱۳) اکتبر سال ۱۹۶۳ میلادی در مساحت (۶۰) هکتار زمین در مربوطات ناحیه پنجم شهر کابل گذاشته شده‌است. در سال ۱۳۴۶ بعد از تکمیل بلوک‌های تدریسی و لابراتواری به پذیرش اولین دوره دانشجویان نایل و در سال ۱۳۵۱ برای بار نخست فارغ‌التحصیلان خویش را به سوی لیسانس به جامعه تقدیم کرد.

## دانشکده‌ها

### دانشکده ساختمانی
دانشکده ساختمانی در سال ۱۳۵۸ در چارچوب دانشگاه پلی‌تکنیک کابل تأسیس گردیده که دارای پنج گروه (دپارتمان) تخصصی که عبارتند از:
گروه مهندسی برق و مکانیک (الکترومکانیک).
گروه شهرسازی.
گروه ساختمان‌های صنعتی و مدنی.
گروه مهندسی.
گروه هیدرولیک و ساختمان‌های هیدروتکنیکی.
گروه آبرسانی و محیط زیست.
گروه مهندسی و ساختمان‌های ترابری
گروه اداره و ساختمان
گروه راه‌آهن
و همچنان دارای دو گروه عمومی بوده که عبارت از:
گروه هندسه ترسیمی و رسم تکنیکی.
گروه ثقافت اسلامی.
گروه‌های اختصاصی دانشکده ساختمانی طی سی و پنجمین «۳۵» دوره فراغت به تعداد (۱۶۲۰) مهندس تعمیرات و ساختمانی، (۱۰۲۸) مهندس هیدرولیک و ساختمان‌های هیدروتکنیکی، (۴۹۶) نفر مهندس سرکسازی، (۶۰۳) مهندس و (۱۶) نفر مهندس آبرسانی و مهندسی محیط زیست که مجموعاً الی سال ۱۳۸۹ به تعداد (۳۷۶۳) نفر مهندس به سوی لیسانس و فوق‌لیسانس به جامعه افغانستان تقدیم نموده‌است و فارغ التحصیلان دانشکده ساختمانی در تمام بخش‌های اقتصاد ملی کشور فعالیت داشته و تمام رشته‌های اساسی دانشکده ساختمانی که محصلان در آن مشغول تحصیل اند برای اقتصاد ملی افغانستان ضروری‌اند.
از سال ۱۳۵۸ دانشکده ساختمانی مهندسان با سویه فوق‌لیسانس تحت تربیت گرفته که در سال ۱۳۶۳ اولین دسته فارغ‌التحصیلان را به جامعه تقدیم نموده‌است قابل یاد آوریست که گروه شهرسازی در نیمه دوم سال تحصیلی ۱۳۹۲ خورشیدی با جذب ۲۳. محصل از سایر گروه‌های دانشکده ساختمانی تأسیس شد گروه آبرسانی و مهندسی محیط زیست در سال ۱۳۸۳ در چارچوب این دانشکده ایجاد گردید که دومین دوره فارغ‌التحصیل خویش‌را به تعداد (۱۶) نفر در سال ۱۳۸۹ به جامعه تقدیم نموده‌است.
اکنون در گروه ساختمان‌های صنعتی و مدنی به تعداد (۲۱۶)نفر محصل، (۱۹۶)نفر دانشجو در گروه مهندسی، (۲۰۱) نفر محصل در گروه هیدرولیک، به تعداد (۱۶۴) نفر محصل در گروه مهندسی ساختمان‌های ترابری و به تعداد (۱۴۶)نفر محصل در گروه آبرسانی و مهندسی محیط زیست موجود می‌باشد که مجموعاً تعداد داخله دانشکده به (۹۲۳) نفر دانشجو در سال ۱۳۹۰ می‌رسد.
اکنون (۱۳۹۰ ه‍.ش) در دانشکده ساختمانی به تعداد(۷۵) استاد مشغول پیش‌برد روند درسی می‌باشند. البته از جمله ۷۵ نفر استاد، ۱۰ نفر دکتر، ۲۸ نفر کارشناس‌ارشد و ۱۹ نفر لیسانس (کارشناس) است. قابل یاد آوریست که از جمله به‌تعداد ۴ نفر استادان گروه‌های این دانشکده به بورس کارشناسی ارشد به دانشگاه‌های کشورهای انگلستان و تایلند و فرانسه مشغول تحصیل‌اند.

### دانشکده فناوری کیمیاوی
دانشکده فناوری کیمیاوی جز متشکله دانشگاه پلی تکنیک کابل بوده که نقش عمده را در بازسازی کشور با تقدیم مهندسان جوان در زمینه فناوری کیمیاوی ایفا می‌نماید.
گروه فناوری کیمیاوی در برج سنبله سال ۱۳۵۰ هجری شمسی مطابق با ماه اوت سال ۱۹۷۱ میلادی در چارچوب دانشکده زمین‌شناسی و معدن بنیان‌گذاری گردید. بنأ بیجا نخواهد بود تا ابتدا راجع به فعالیت‌های گروه فناوری کیمیاوی طی سالیان متمادی روشنی انداخته شود.
گروه فناوری کیمیاوی در سال ۱۳۵۱ هجری اولین دوره فارغ التحصیلان خویش را که ۱۳ نفر بودند به جامعه افغانستان تقدیم نمود. درجریان سال‌های فعالیت این گروه توانسته تا مهندسان جوان را به سویه‌های لیسانس و کارشناسی ارشد دربخش‌های شبانه و روزانه در رشته‌های مهندسی مواد عضوی، فناوری مواد غیر عضوی، فناوری تولید شحمیات، فناوری تصفیه مواد عضوی، فناوری تصفیه غله‌جات و فناوری تولید مواد تخمیری. تا کنون طی ۳۱ دوره گروه فناوری کیمیاوی به تعداد ۷۲۵ نفر فارغ داده که ازجمله ۲۳۲ آن به سویه کارشناس ارشد می‌باشد. همچنان با استفاده از امکانات تحقیق در گروه فناوری کیمیاوی دو نفر از تز دکترای خویش دفاع نموده‌اند.
در سال ۱۳۵۹ دانشکده فناوری کیمیاوی در چارچوب انستیتو پلی تکنیک کابل تأسیس گردید اما چون بیشتر گروه‌های متشکله آن از بخش زمین‌شناسی و معادن بوده بنأ بعد از چند وقت فعالیت نام آن به دانشکده زمین‌شناسی و معادن تبدیل شد.
اکنون که در کشور علاوه بر بخش دولتی، بخش خصوصی نیز فعالیت می‌نماید وهم بخاطر برآورده ساختن تقاضای بازار به مهندسان عرصه فناوری کیمیاوی در سال ۱۳۸۸ به دانشکده فناوری کیمیاوی ارتقاء یافت.
دانشکده فناوری کیمیاوی اکنون دارای ۴ گروه فارغ دهنده که هر کدام به‌نام‌های:
فناوری مواد عضوی.
فناوری مواد غیر عضوی.
فناوری مواد غذایی.
فناوری فرایند فلزات
می‌باشد، فعالیت دارد.
در گروه دانشکده فناوری کیمیاوی در سال‌های مختلف تعداد زیاد استادان داخلی و خارجی فعالیت نموده‌اند که به تعداد ۴۹ عنوان کتب مختلف النوع مسلکی توسط استادان به چاپ رسیده‌است.
استادان این دانشکده با تمام موسسات علمی و صنعتی کشور روابط علمی به روحیه همکاری متقابل داشته وبا اکثریت وزارت خانه‌ها و مؤسسات شخصی در قسمت تحلیل و تجزیه کیفیت مواد خام و محصولات همکاری نموده‌اند. بنأ پرورش کادرهای علمی و تکنیکی با موسسات دارای بخش‌های مختلف سیاست و هدف این گروه را تشکیل می‌دهد.

## کتابخانه
همزمان با بنیان ساختمان‌های تدریسی و لابراتواری تعمیر یک کتابخانه نیز ایجاد گردید که این کتابخانه با داشتن میز و چوکی گنجایش ۲۰۰ نفر محصل را در سالن جهت مطالعه دارا بوده و تعداد کتب به لسان‌های فارسی – دری، پشتو، روسی و انگلیسی که در آن حدود ۸۰۰۰۰ جلد کتب و مجلات مختلف موجود است که مورد مطالعه – استادان و محصلان این دانشگاه و سایر دانشگاه‌های دیگر قرار دارد. در کتابخانه سه مدیریت ذیل در آن فعالیت دارند.
مدیریت عمومی کتابخانه
مدیریت کتابخانه دیجیتالی و مرجع
مدیریت کارت، کاتالوگ، توزیع و تنظیم کتب
کتابخانه دانشگاه پولی تکنیک کابل یک کتابخانه تکنیکی بوده که اکثراً کتاب‌ها مربوط به رشته‌های مهندسی دانشکده‌های مربوطه می‌باشد و کتاب‌های موجود کتابخانه از طریق اینترنت فهرست‌بندی شده‌است.

## خوابگاه دانشجویان
خوابگاه دانشجویان در جهت غربی تعمیر تدریسی دانشگاه واقع بوده و درای شش بلوک می‌باشد از جمله شش بلوک پنج بلوک آن برای دانشجویان مورد استفاده قرار گرفته و یک بلوک آن تعمیر اداری بوده و مطبعهٔ دانشگاه در آن واقع است.

## دانش آموختگان
- احمد شاه مسعود
- فرهاد دریا